# Liste deutsch-tunesischer Städte- und Gemeindepartnerschaften
Dies ist eine unvollständige Liste von Städte- und Gemeindepartnerschaften zwischen Deutschland und Tunesien
| Deutsche Gemeinde | Bundesland          | Tunesische Gemeinde | seit                                                        |
| ----------------- | ------------------- | ------------------- | ----------------------------------------------------------- |
| Braunschweig      | Niedersachsen       | Sousse              | 1980                                                        |
| Köln              | Nordrhein-Westfalen | Tunis               | 1964                                                        |
| Marburg           | Hessen              | Sfax                | 1971                                                        |
| Münster           | Nordrhein-Westfalen | Monastir            | 1969                                                        |
| Stuttgart         | Baden-Württemberg   | Menzel Bourguiba    | 1971                                                        |
| Wolfsburg         | Niedersachsen       | Jendouba            | seit 2010 Städtefreundschaft, seit 2019 Städtepartnerschaft |